# Andrzej Karweta

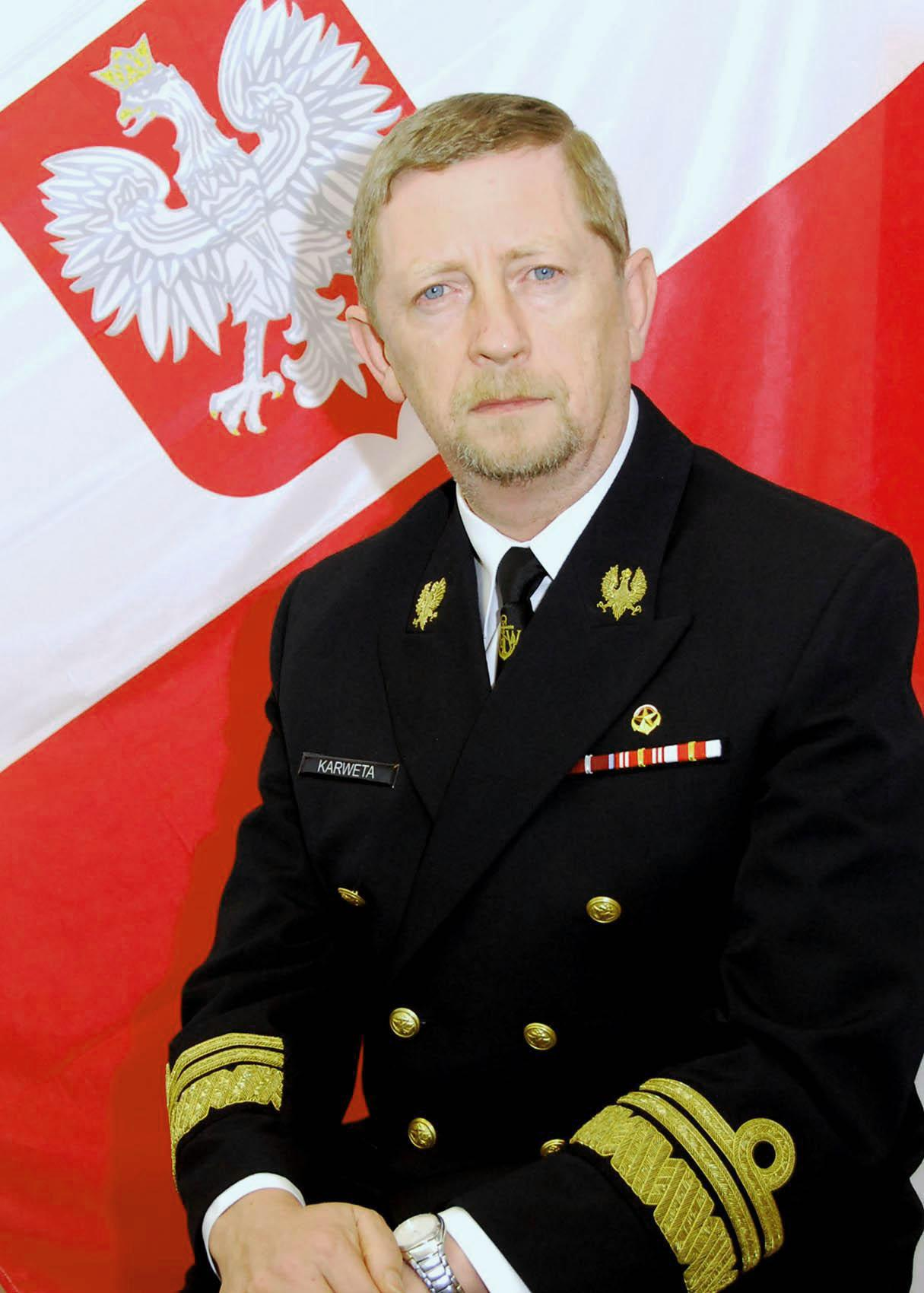
Vizeadmiral Andrzej Karweta

Andrzej Karweta (* 11. Juni 1958 in  Jeleń; † 10. April 2010 in Smolensk, Russland) war ein polnischer Vizeadmiral.

## Biografie
Nach dem Besuch der Oberschule „Stanisław Staszic“ (Liceum Ogólnokształcące) in Chrzanów begann er 1977 eine Ausbildung an der Marineakademie (Akademia Marynarki Wojennej) in Gdynia, die er als Marineingenieur mit einem Master of Engineering (M.Eng.) abschloss. Zugleich erhielt er das Offizierspatent als Leutnant der Polnischen Marine (Marynarka Wojenna Rzeczypospolitej Polskiej).
Als solcher war er zunächst bei der 13. Minenabwehrdivision in Hel eingesetzt und im Anschluss bei der 9. Küsten-Flottille „Konteradmiral Włodzimierz Steyer“. 1986 erfolgte seine Ernennung zum Kommandanten des Minensuchbootes ORP „Czapla“ der Schiffsklasse F-206. Später war er Kommandant des Minensuchbootes ORP "Mewa" und absolvierte danach einen Führungskurs an der Marineakademie. Nach einem Kurs in Operation und Taktik am Institut für Stabsoffiziere der Marineakademie war er zwischen 1992 und 1996 Stabschef der 13. Minenabwehrdivision.
Nach einem weiteren Kurs am Institut für Stabsoffiziere der Marineakademie im Jahr 1997 war er als Kommandant einer Internationalen Minensuchbooteinheit beim Manöver US BALTOPS 2000 in der Ostsee. 2002 erfolgte seine Ernennung zum Stellvertretenden Kommandeur der Unterseeboot-Einheiten der Seestreitkräfte der NATO im Atlantik (SACLANT) in Norfolk (Virginia).
Nach seiner Rückkehr 2005 wurde er zunächst Stellvertretender Kommandeur der 8. Küstenverteidigungsflottille „Kazimierz Porębski“ in Świnoujście. Danach absolvierte er 2006 einen Lehrgang in Verteidigungspolitik an der Nationalen Verteidigungsakademie (Akademia Obrony Narodowej) in Warschau. Nach einem weiteren Lehrgang am Royal College of Defence Studies (RCDS) in London wurde er am 3. Mai 2007 zum Konteradmiral befördert und zum Stellvertretenden Chef des Stabes der Marine in Gdynia ernannt.
Nach seiner Beförderung zum Vizeadmiral am 8. November 2007 wurde er am 11. November 2007 von Präsident Lech Kaczyński zum Oberbefehlshaber der Polnischen Marine ernannt.
Am 10. April 2010 gehörte Karweta zu einer polnischen Delegation um Staatspräsident Lech Kaczyński, die anlässlich des siebzigsten Jahrestages des Massakers von Katyn zur Gedenkstätte nach Russland reisen sollte. Bei einem Flugunfall der Delegation nahe dem Militärflugplatz Smolensk-Nord kam er jedoch gemeinsam mit weiteren hochrangigen Repräsentanten Polens ums Leben.
Für seine Verdienste wurde er mehrfach ausgezeichnet und erhielt das Verdienstkreuz der Republik Polen. 2010 wurde er posthum zum Kommandeur des Ordens Polonia Restituta ernannt.